# Medetera ovata
Medetera ovata är en tvåvingeart som beskrevs av Van Duzee 1931. Medetera ovata ingår i släktet Medetera och familjen styltflugor.
Artens utbredningsområde är Panama. Inga underarter finns listade i Catalogue of Life.